# Chardon
Pour les articles homonymes, voir Chardon (homonymie).
Taxons concernés
- Famille des Asteraceae :
  - Carduus
  - Carlina
  - Carthamus
  - Cirsium
  - Centaurea
  - Cynara
  - Echinops
  - Onopordum
  - Ptilostemon
  - Silybummodifier

Chardon est un terme générique qui désigne de nombreuses espèces de plantes épineuses appartenant principalement à la famille des Asteraceae (Composées), notamment les genres Carduus (les chardons proprement dits), Cynara (les artichauts) et Cirsium (les cirses).
Ce sont souvent des adventices. Ils ont en commun d'être, généralement, des plantes de terrains arides, de porter des feuilles piquantes ou des épines, et d'avoir des fleurs réunies en inflorescences formant des têtes denses et serrées, capitules ou ombelles. Certaines espèces appartenant à la famille des Apiaceae (Ombellifères), comme le chardon-Roland ou panicaut et le chardon bleu des Alpes, sont improprement considérés comme des chardons, sans qu'ils aient de lien avec cette famille. « Chardon » a la même origine étymologique que « cardon », variété d'artichaut dont on consomme les côtes.
Il ne faut pas confondre avec la bardane qui possède des fleurs ressemblantes.

## Liste de chardons

### GenreCarduus(Asteraceae)

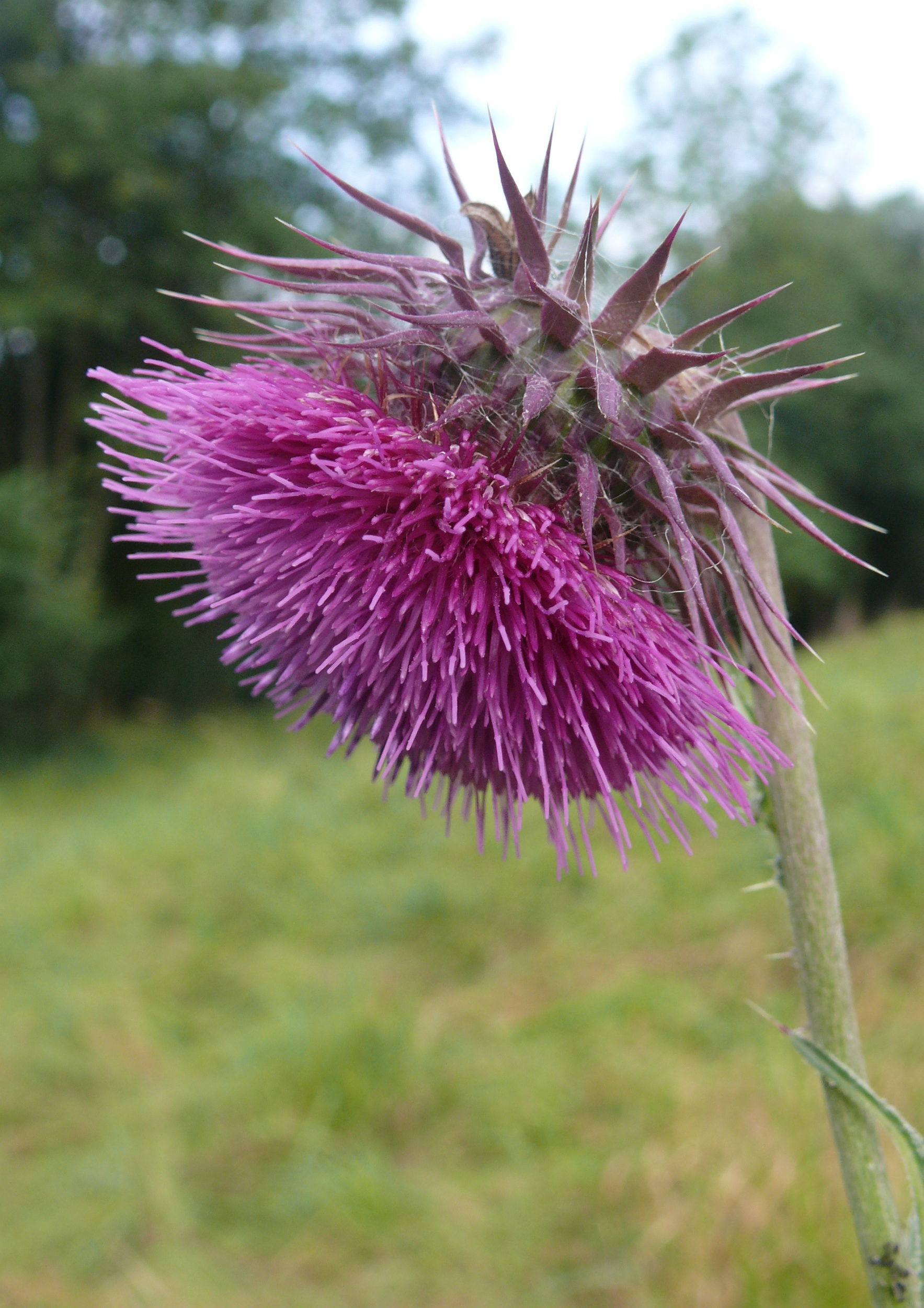
Chardon penché (Carduus nutans).

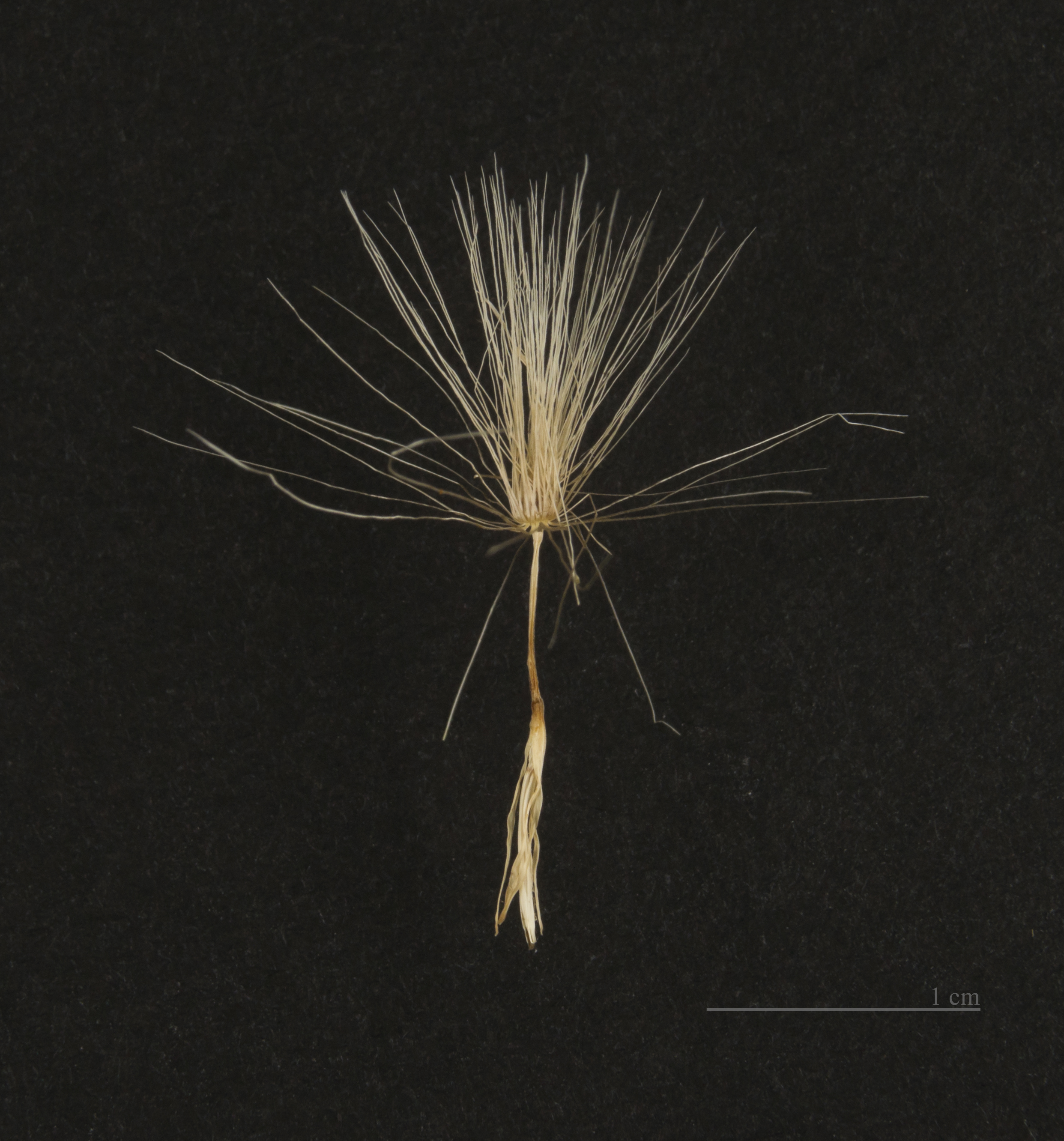
Graine de Chardon fausse-carline (Carduus carlinoides).

- Chardon à aiguilles, Carduus acicularis   Bertol.
- Chardon à bractées larges, Carduus nutans subsp. platylepis   (Rchb. & Saut.) Nyman
- Chardon à capitules serrés, Carduus pycnocephalus   L.
- Chardon à capitules denses, Carduus pycnocephalus   L.
- Chardon à petits capitules, Carduus tenuiflorus   Curtis
- Chardon à capitules grêles, Carduus tenuiflorus   Curtis
- Chardon à épingles, Carduus acicularis   Bertol.
- Chardon à feuilles de Carline, Carduus carlinifolius   Lam.
- Chardon à fleurs nombreuses, Carduus crispus subsp. multiflorus   (Gaudin) Gremli
- Chardon à pédoncules nus, Carduus defloratus   L.
- Chardon à têtes denses, Carduus pycnocephalus   L.
- Chardon alpestre, Carduus × grenieri n-subsp. alpestris   Arènes
- Chardon Bardane, Carduus personata   (L.) Jacq.
- Chardon crépu, Carduus crispus   L.
- Chardon d'Alleizette, Carduus × alleizettei   Arènes
- Chardon d'Aurouze, Carduus aurosicus'   Chaix
- Chardon d'été, Carduus × aestivalis   Arènes
- Chardon de Brunner, Carduus × brunneri   Döll
- Chardon de Burnat, Carduus × moritzii n-subsp. burnatii   (Genty) Arènes
- Chardon de Carniole, Carduus × orthocephalus n-subsp. carniolicus   (Rech.) Arènes
- Chardon de Gillot, Carduus × gillotii   Rouy
- Chardon de Grasse, Carduus × grassensis   Briq. & Cavill.
- Chardon de Grenier, Carduus × grenieri   Sch.Bip. ex Nyman
- Chardon de Jordan, Carduus × jordanii   Arènes
- Chardon de la Lozère, Carduus × lesurinus   Rouy
- Chardon de Loret, Carduus × loretii   Rouy
- Chardon de Mérat, Carduus × meratii   Arènes
- Chardon de Nuria, Carduus × nuriae   Sennen
- Chardon de Nägeli, Carduus × naegelii   Brügger
- Chardon de Puech, Carduus × puechii   H.J.Coste
- Chardon de Sardaigne, Carduus fasciculiflorus   Viv.
- Chardon de Sardaigne, Carduus sardous   DC.
- Chardon de Schultze, Carduus × schultzeanus   Ruhmer
- Chardon de Vaillant, Carduus × vaillantii   Arènes
- Chardon de Verlot, Carduus × verlotii   Arènes
- Chardon de Vérone, Carduus × veronensis   Arènes
- Chardon décapité, Carduus defloratus   L.
- Chardon des Alpes, Carduus nutans subsp. alpicola   (Gillot) Chass. & Arènes
- Chardon du Midi, Carduus australis   L.f.
- Chardon du mont Aurouse, Carduus aurosicus   Chaix
- Chardon du Vivarais, Carduus vivariensis   Jord.
- Chardon fausse Acanthe, Carduus acanthoides   L.
- Chardon fausse Bardane, Carduus personata   (L.) Jacq.
- Chardon fausse-carline, Carduus carlinoides   Gouan
- Chardon intermédiaire, Carduus medius   Gouan
- Chardon litigieux, Carduus litigiosus   Nocca & Balb.
- Chardon mixte, Carduus × mixtus   Corb.
- Chardon noircissant, Carduus nigrescens   Vill.
- Chardon penché, Carduus nutans   L.
- Chardon à têtes en coupe, Carduus pycnocephalus   L.
- Chardon à trochets, Carduus pycnocephalus   L.
- Chardon à épines vertes, Carduus pycnocephalus   L.
- Chardon à petites fleurs, Carduus tenuiflorus   Curtis

### GenreCirsium(Asteraceae)

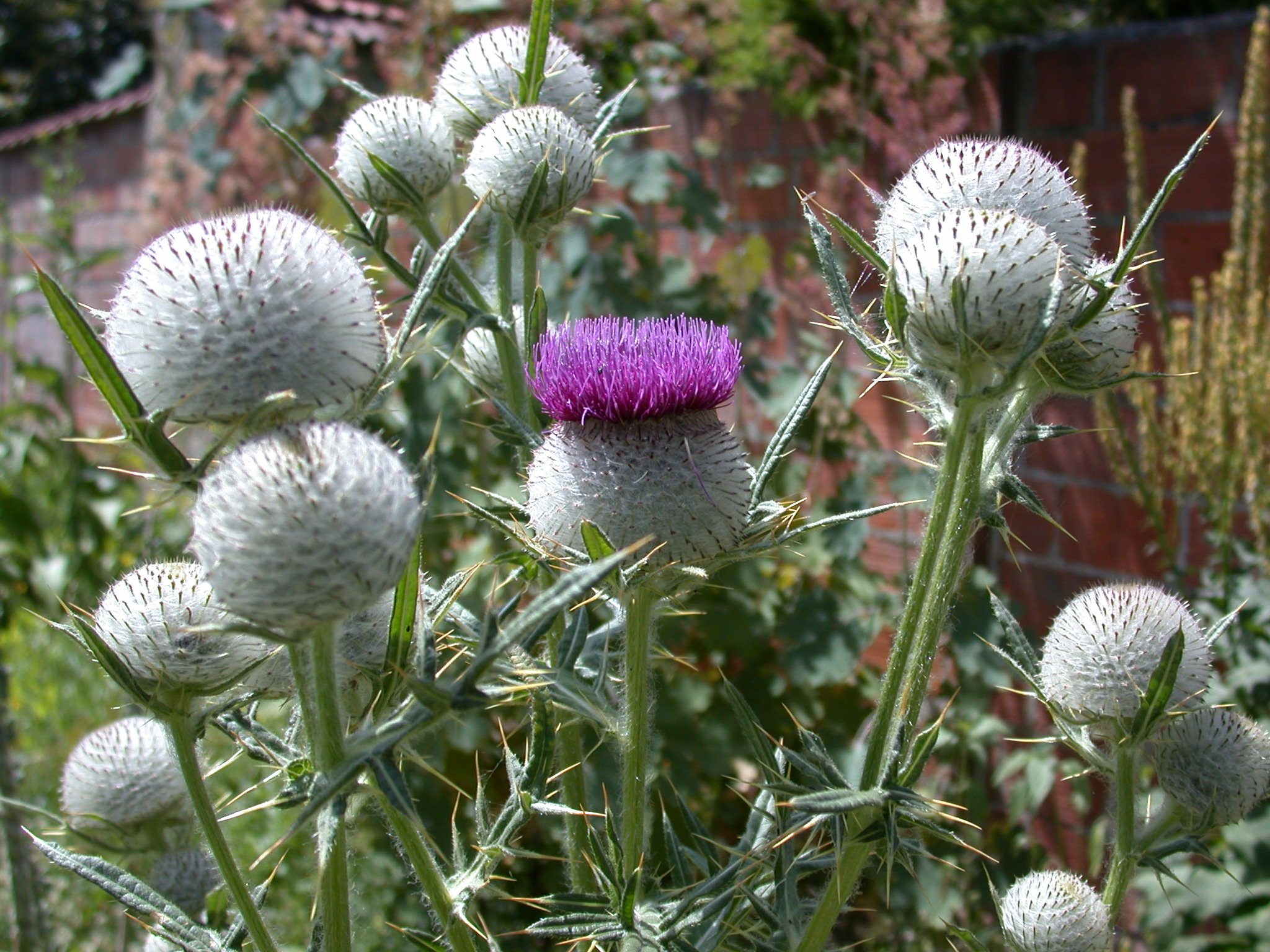
Chardon laineux (Cirsium eriophorum).

- Chardon des champs, Cirsium arvense   (L.) Scop.
- Chardon des vignes, Cirsium arvense   (L.) Scop.
- Chardon des potagers, Cirsium oleraceum   (L.) Scop.
- Chardon laineux, Cirsium eriophorum   (L.) Scop.
- Chardon lancéolé, Cirsium vulgare   (Savi) Ten.
- Cirse de Montpellier, Cirsium monspessulanum (L.) Hill
- Cirse glutineux, Circium helenioides K.Werner, Cirsium heterophyllum (L.) Hill

### Autres genres d'Asteraceae

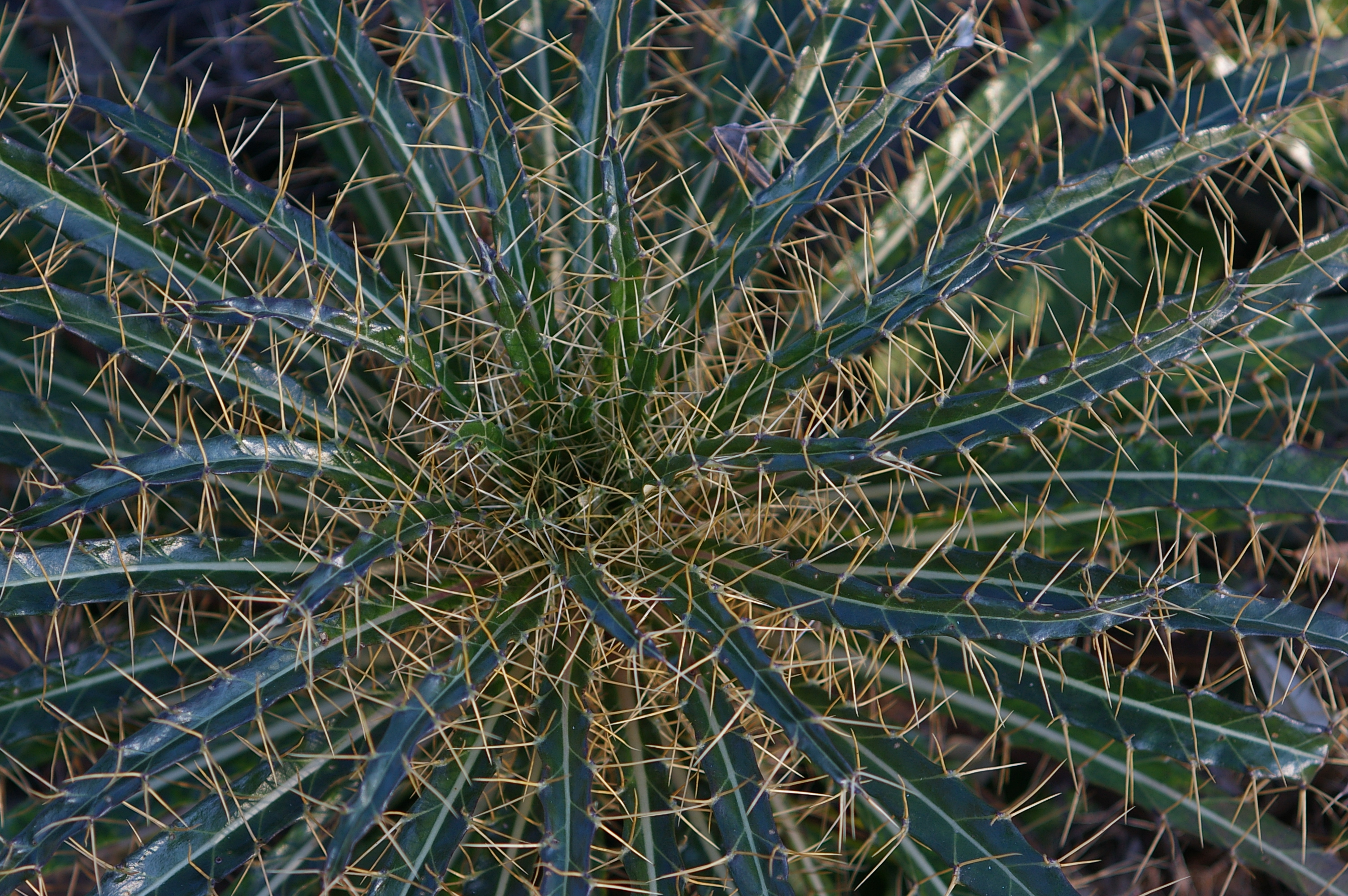
Chardon de Casabona (Ptilostemon casabonae).

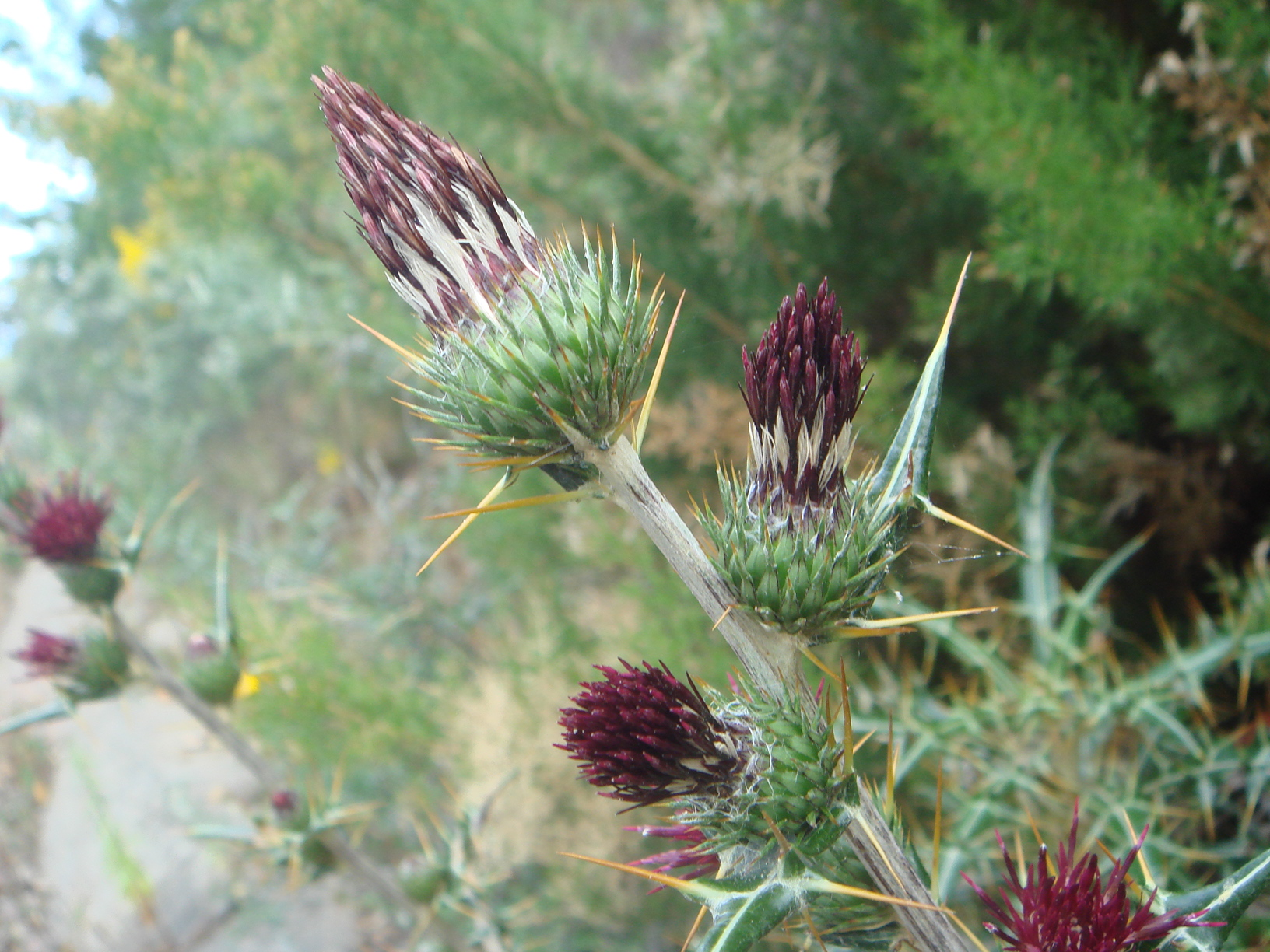
Ptilostemon abylensis.

- Chardon à glu, Atractylis gummifera   L.
- Chardon à taches blanches, Tyrimnus leucographus   (L.) Cass.
- Chardon aux ânes, Onopordum acanthium   L.
- Chardon d'Écosse, Onopordum acanthium   L.
- Onopordum bracteatum
- Chardon béni, Cnicus benedictus   L.
- Chardon d'Espagne, Cynara cardunculus   L.
- Chardon d'Espagne, Scolymus hispanicus   L.
- Chardon de Casabona, Ptilostemon casabonae   (L.) Greuter
- Chardon faux Gnaphale, Ptilostemon gnaphaloides   (Cirillo) Soják
- Chardon de Syrie, Notobasis syriaca   (L.) Cass.
- Chardon laiteux, Galactites elegans   (All.) Soldano
- Chardon-bénit des Parisiens, Carthamus lanatus   L.
- Chardon-Marie, Silybum marianum   (L.) Gaertn.
- Chardon argenté, Silybum marianum   (L.) Gaertn.
- Chardon de Notre Dame, Silybum marianum   (L.) Gaertn.
- Chardon marbré, Silybum marianum   (L.) Gaertn.
- Chardon de Bérard, Berardia subacaulis   Vill.
- Chardon doré, Carlina acaulis   L.
- Chardon baromètre, Carlina acanthifolia   All.
- Chardon doré, Carlina vulgaris   L.
- Chardon étoilé, Centaurea calcitrapa   L.
- Chardon doré, Centaurea solstitialis   L.
- Petit Chardon sans épines, Carduncellus mitissimus   (L.) DC.
- Chardon bleu, Echinops ritro   L.

## Intérêt

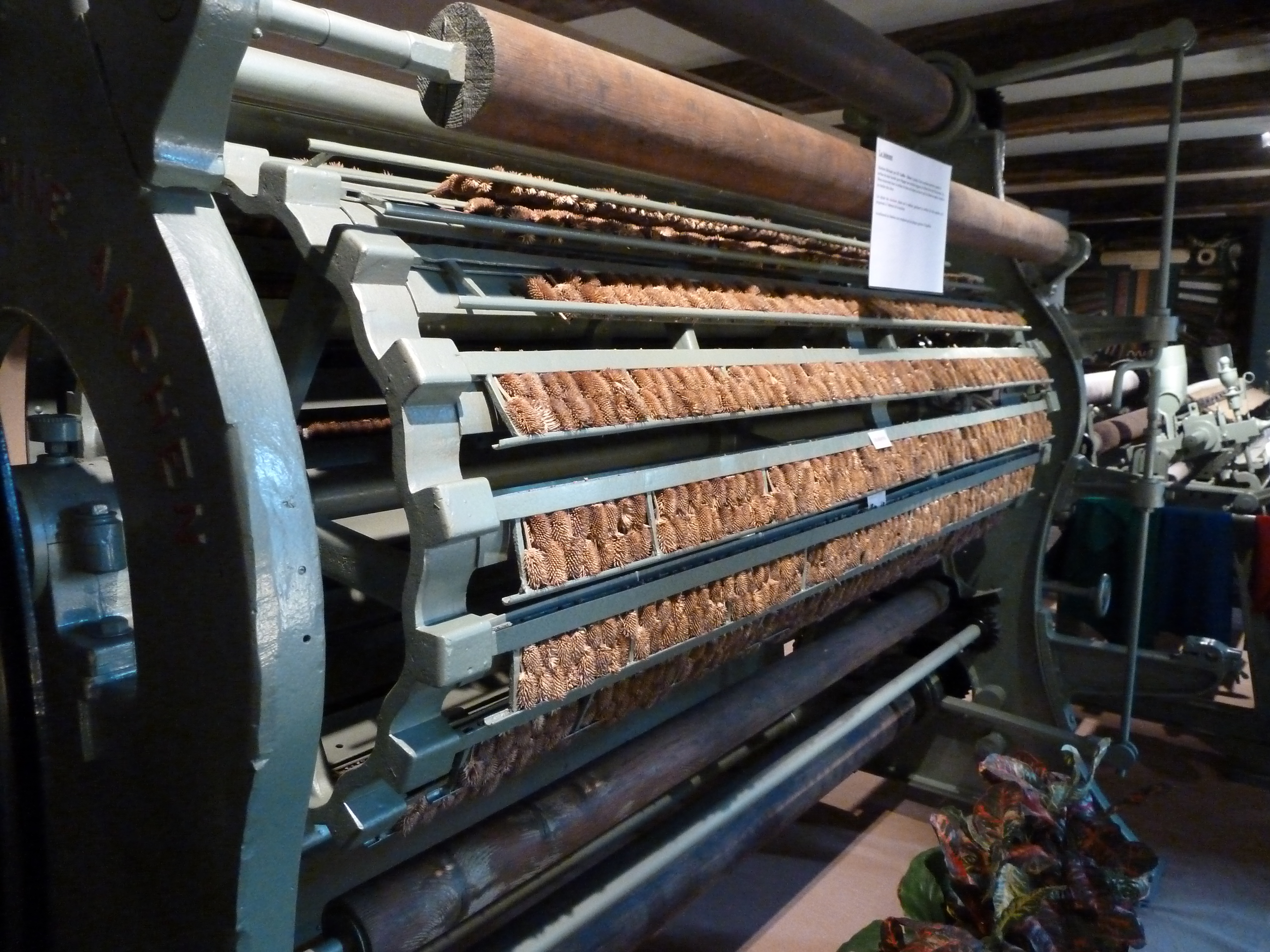
Laineuse à chardons en exposition au centre touristique de la laine et de la mode, à Verviers.

Le cirse des champs  (Cirsium arvenses) est une adventice. En France, il est inscrit depuis 2000 sur la liste des organismes nuisibles aux végétaux. Un arrêté ministériel ou préfectoral peut ordonner des mesures obligatoires de destruction de cette espèce dans des régions délimitées où sa prolifération affecterait les récoltes. Jadis, le cantonnier l'arrachait avec une pince à chardons. Une manière de supprimer les chardons, lorsqu'ils ont envahi un champ cultivé, est de revenir en tête de rotation avec une implantation de deux à trois ans de légumineuse (vesce, luzerne, etc.).
Cependant, certaines espèces sont protégées ou cultivées dans un but décoratif. Il en existe de comestibles, comme le chardon des montagnes. Le chardon commun (Carduus vulgaris) avait trouvé une utilisation alimentaire au XIXe siècle : sa racine était mangée crue ou bouillie et accommodée avec du lait. Un expérimentateur en avait fait l'expérience : « elle est très bonne au goût et se digère facilement, j'en ai fait moi-même l'expérience de toutes les manières ».
L'oiseau s'en nourrit également : le chardonneret se nourrit des graines du chardon, d'où il tire son nom.
La vanesse du chardon appelée aussi la Belle-Dame est un papillon qui pollinise diverses plantes, dont des chardons.
Autrefois, certaines machines de l'industrie textile appelées laineuses étaient pourvues de chardons séchés montés sur des tambours afin de gratter la surface du tissu pour en dégager une certaine longueur de fibres. Cela rendait le tissu plus doux et lui donnait un aspect velouté. De nos jours, les chardons ont été remplacés par des plaques d'aiguilles.

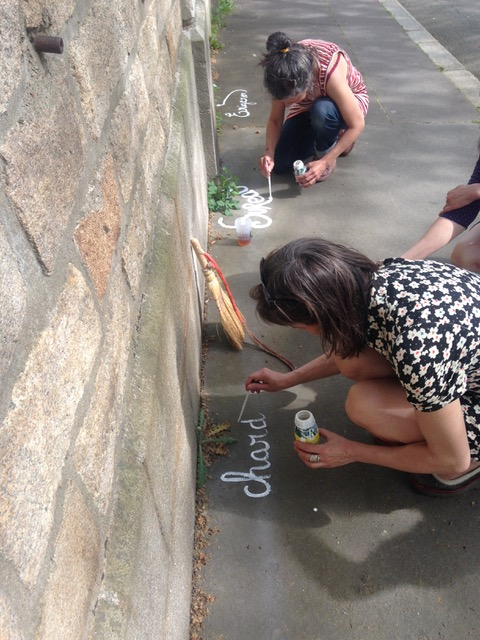
Écriture du nom "chardon" lors de la performance Belles de Bitume.

## Le chardon dans l'Antiquité
Originaire du bassin méditerranéen, l’espèce C. cardunculus aurait été apportée en Égypte il y a 2 000 ans ou 2 500 ans, pour se diffuser ensuite vers l’Ouest. On a longtemps consommé les feuilles et les fleurs du chardon. Les Grecs et les Romains attribuaient aux chardons de nombreuses propriétés médicinales et les tenaient en très haute estime, n’hésitant pas à payer de fortes sommes pour se les procurer. Ils étaient aussi réputés pour réduire à néant les mauvais présages et chasser les démons. Les femmes enceintes en ingéraient, pensant s’assurer d’avoir un garçon.

## Symbolique
Dans le langage des fleurs, le chardon symbolise l'austérité.
- Symbole de la douleur du Christ et de la Vierge. Il est aussi, comme la châtaigne, l’image de la vertu protégée par ses piquants[5].
- Emblème de l'Écosse (précisément un cirse, le Cirsium vulgare)
- Au Pays basque, on appelle le chardon sylvestre la « Fleur de Soleil » : eguzki lore (prononcé "égouski loré") car on le tient pour une représentation solaire et, à ce titre, pour un symbole favorable. L'autre nom populaire de cette plante, sorgineko belar (prononcé "sorguiniéko bélar") (« herbe de la sorcière »), nous rappelle que la sorcière, sorgin (prononcé "sorguin(e)") ne peut regarder le soleil en face. Donc, la représentation de l'astre solaire, le chardon, est susceptible de protéger les maisons des tentatives malfaisantes.[réf. nécessaire]

## Plante hôte
La chenille d'un papillon de jour (rhopalocère), la belle-dame, ou vanesse du chardon, Cynthia cardui (Nymphalidae) se nourrit de chardon.